# 二道桥清真寺
43°46′43″N 87°36′56″E / 43.77859°N 87.61553°E

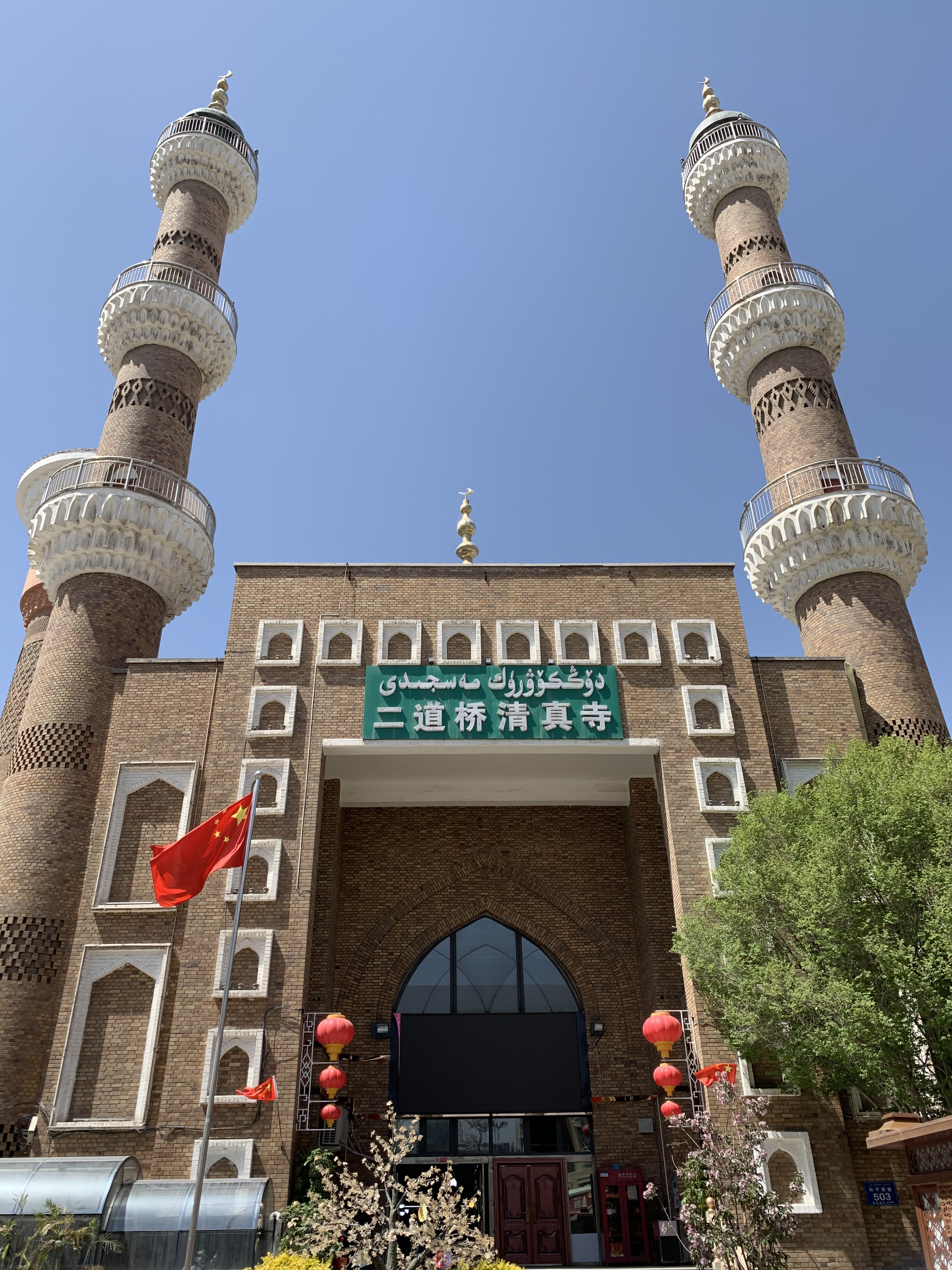
乌鲁木齐市二道桥清真寺

二道桥清真寺，位于新疆维吾尔自治区乌鲁木齐市天山区解放南路二道桥，是一座伊斯兰教清真寺。

## 简介
二道桥清真寺原为吐鲁番清真寺，后因国际大巴扎的开发而迁移至此并改名为二道桥清真寺。二道桥清真寺风格融合与国际大巴扎，是典型的维吾尔建筑风格。1993年，阿布都西克尔·热合木都拉自新疆伊斯兰教经学院毕业，出任二道桥清真寺伊玛目，后来在2001年调任白大寺伊玛目。
该寺是经过乌鲁木齐市民族宗教部门注册的宗教活动场所，总面积约为2400平方米，可容纳300人同时开展宗教活动，室内装饰主要为伊斯兰风格。
2004年，作为新疆国际大巴扎的旅游项目之一，二道桥清真寺正式对外开放，游客可以购票进入参观。这是当时乌鲁木齐市惟一一家对外开放的清真寺。为促进新疆国际大巴扎开展旅游业，二道桥清真寺管委会在征得新疆维吾尔自治区及乌鲁木齐市的宗教事务部门许可之后，正式对外开放。为保证穆斯林每日宗教活动继续顺利举行，二道桥清真寺的管理人员详细说明宗教活动的各时段，以免同游客参观时间冲突。
2012年4月8日，土耳其外事访问团在赴北京对中国进行外事访问途中，在中国有关部门领导陪同下访问了乌鲁木齐市天山区洋行清真寺、二道桥清真寺。清真寺的伊玛目介绍了清真寺历史及如今教务情况，回答了访问团成员提出的问题。当天下午18时，土耳其总理埃尔多安在洋行清真寺参加晡礼，随后该访问团在新疆国际大巴扎参观购物。